# Marlies Wagendorp
Marlies Wagendorp (Apeldoorn, 10 november 1993) is een voormalig Nederlands volleybalspeelster. Ze kwam in Nederland uit voor Blok EVC, SV Dynamo Apeldoorn, Sliedrecht Sport en Alterno. In het buitenland speelde Wagendorp voor het Duitse Rote Raben Vilsbiburg uit Vilsbiburg.

## Carrière
Wagendorp begon haar volleybalcarrière bij Blok EVC uit Vaassen. In 2008 verliet ze deze club voor SV Dynamo. Terwijl ze uitkwam voor de club uit Apeldoorn werd Wagendorp meerdere keren Nederlands jeugdkampioen. In 2014 maakte ze de overstap naar Sliedrecht Sport, waar ze in haar eerste seizoen de nationale beker won. In 2016 maakte ze deel uit van de selectie van de Nederlandse volleybalploeg voor op de Volleybal World Grand Prix 2016, waar ze de derde plaats wist te behalen. Datzelfde jaar werd Wagendorp gecontracteerd door het Duitse Rote Raben Vilsbiburg. Bij deze club liep ze in februari 2018 tegen een zware knieblessure op. In 2018 keerde ze terug naar Nederland om voor het Apeldoornse Alterno te gaan spelen.

## Awards
Clubverband
- Nederlandse Beker 1×